# Kangaraneus arenaceus
Espèce
Synonymes
- Epeira arenacea Keyserling, 1886

Kangaraneus arenaceus est une espèce d'araignées aranéomorphes de la famille des Araneidae.

## Distribution
Cette espèce est endémique d'Australie. Elle se rencontre en Nouvelle-Galles du Sud, au Queensland, au Victoria, en Australie-Méridionale et en Australie-Occidentale.

## Description
Le mâle décrit par Castanheira et Framenau en 2023 mesure 6,7 mm et la femelle 5,6 mm, les mâles mesurent de 4,5 à 6,7 mm et les femelles de 5,6 à 8,7 mm.

## Systématique et taxinomie
Cette espèce a été décrite sous le protonyme Epeira arenacea par Keyserling en 1886. Elle est placée dans le genre Araneus par Rainbow en 1911 puis dans le genre Kangaraneus par Castanheira et Framenau en 2023.

## Publication originale
- Keyserling, 1886 : Die Arachniden Australiens, nach der Natur beschrieben und abgebildet. Nürnberg, vol. 2, p. 87-152 (texte intégral).